# Тепливоди (Жемчужненська сільська рада)
Тепливоди (біл. Цяплівады) — село в Білорусі, у Барановицькому районі Берестейської області. Орган місцевого самоврядування — Жемчужненська сільська рада.

## Населення
За переписом населення Білорусі 2009 року чисельність населення села становило 9 осіб.